# Plastunivka, Bilokurakîne
Plastunivka (în ucraineană Пластунівка) este un sat în comuna Oleksandropil din raionul Bilokurakîne, regiunea Luhansk, Ucraina.